# Metafora
Metafora (grč. μεταφορά, 'prijenos'; od meta, 'preko' i pherein, 'nositi') skraćena je usporedba. Po njoj se ostvaruje prijenos značenja tako da se istakne jedna zajednička značajka iz jednog područja života i svijeta koja se po načelu sličnosti poveže s drugim područjem. To je stilsko izražajno sredstvo koje zamjenjuje stvarnu priču ljepšom pjesničkom slikom.
Metafora je semantička preinaka osnovnih značenjskih jedinica koju uzrokuje, odnosno indicira kontekst od njih bitno različit.'' (Ante Stamać)

## Metafora u poeziji
- Ivan Gundulić, "Suze sina razmetnoga"

Ah, sad imam pamet hitru,

Sve je, što svijet gleda i dvori,

Na ognju vosak, dim na vitru,

Snijeg na suncu, san o zori,

Trenuće oka, strila iz luka,

Kijem potegne snažna ruka.

- Tin Ujević, "Svetkovina ruža"

Ruže su munje misli, one su u srce strijela,

ruže bogate, besplatne, u bašti na ivici druma.

O ruže su kâd nebeski, one su oko vidjela,

i muzika prirode s mirisom jezovitih šuma.

- William Shakespeare, "Kako vam je drago"

Cijeli je svijet pozornica

i svi su muškarci i žene tek glumci:

imaju svoje izlaske i ulaske

## Metafora u govoru
Neke su metafore postale frazama koje više i ne primjećujemo. Ako se neka metafora često rabi, govornici je prestaju gledati kao metaforu:
jagodica (prsta) - umanjenica od imenice jagoda
jabučica (Adamova) - umanjenica od imenice jabuka
ogranak (poduzeća) - manja grana koja se odvaja od veće grane
umoran - od glagola umoriti, ubiti
No, metaforički su frazemi česti i u svakodnevnome, kolokvijalnome govoru. 
mačji kašalj, Potemkinova sela, mirna Bosna, sezona kiselih krastavaca
Ili pak u oznakama karakternih osobina:
On je lisac. Njihov je predsjednik pravi lav.